# Kazimierz Piotrowski (polityk)
Kazimierz Piotrowski (ur. 13 kwietnia 1925 w Pocześlu, zm. 27 września 2010) – polski rolnik, poseł na Sejm PRL VI kadencji.

## Życiorys
Syn Władysława i Walerii. Ukończywszy szkołę podstawową, pracował w rodzinnym gospodarstwie rolnym w Pocześlu. W 1957 wstąpił do Zjednoczonego Stronnictwa Ludowego, gdzie zasiadał w plenum Powiatowego Komitetu w Opolu Lubelskim oraz pełnił funkcję prezesa Gminnego Komitetu w Mazanowie. Działał także w kółkach rolniczych, w Lidze Obrony Kraju oraz w Związku Bojowników o Wolność i Demokrację. W 1972 uzyskał mandat posła na Sejm PRL w okręgu Kraśnik. Zasiadał w Komisji Pracy i Spraw Socjalnych.

## Odznaczenia
- Złoty Krzyż Zasługi